# La Palma (eiland)

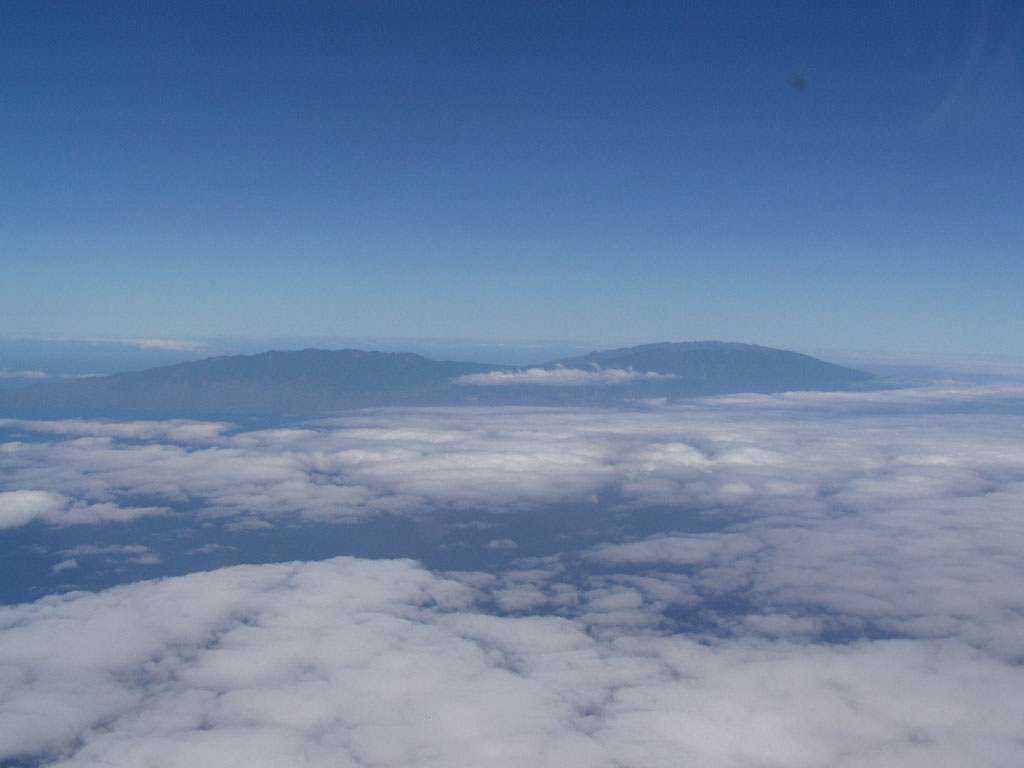
La Palma vanuit de lucht

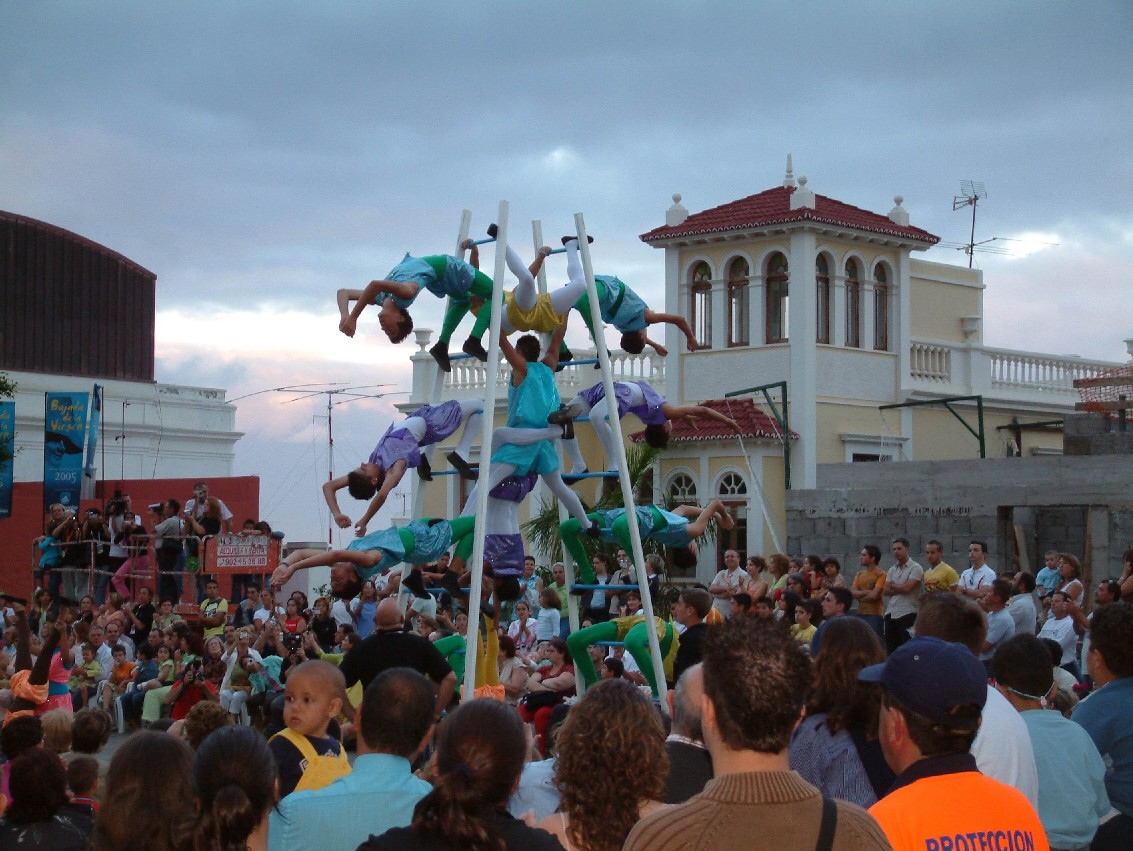
Festival in Santa Cruz de La Palma

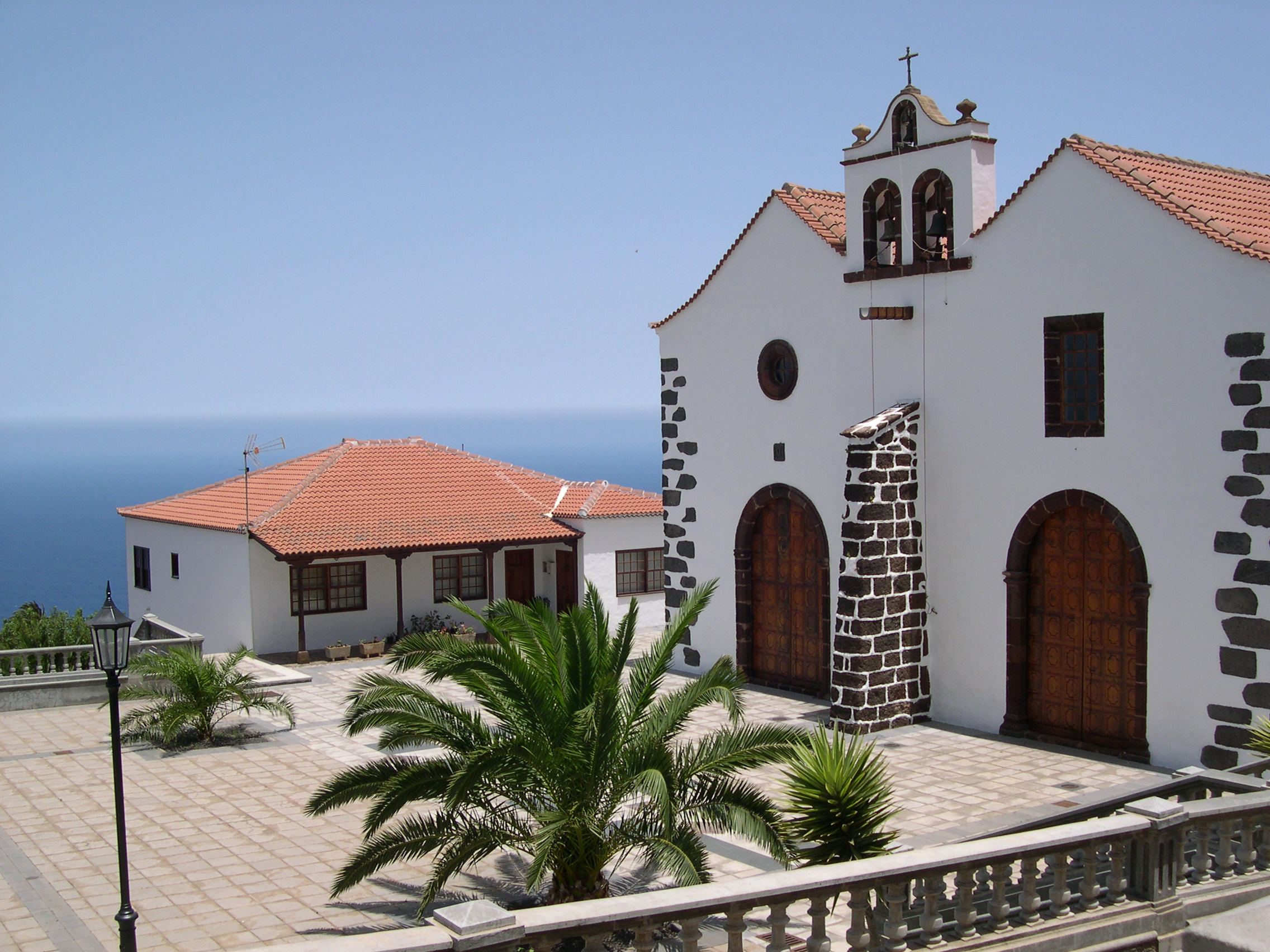
Kerk in Garafìa

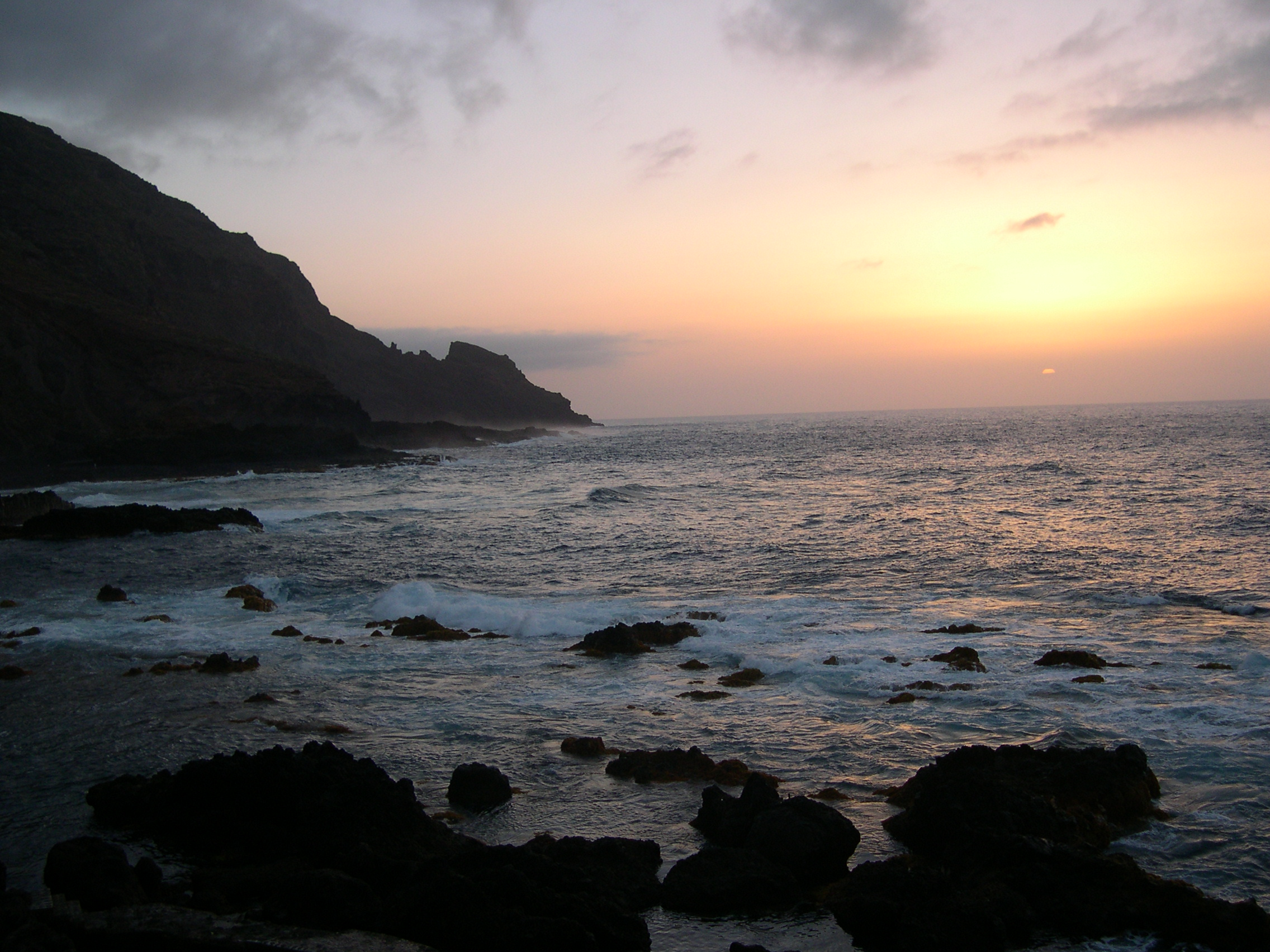
Zonsopgang aan de kust in het noorden van La Palma

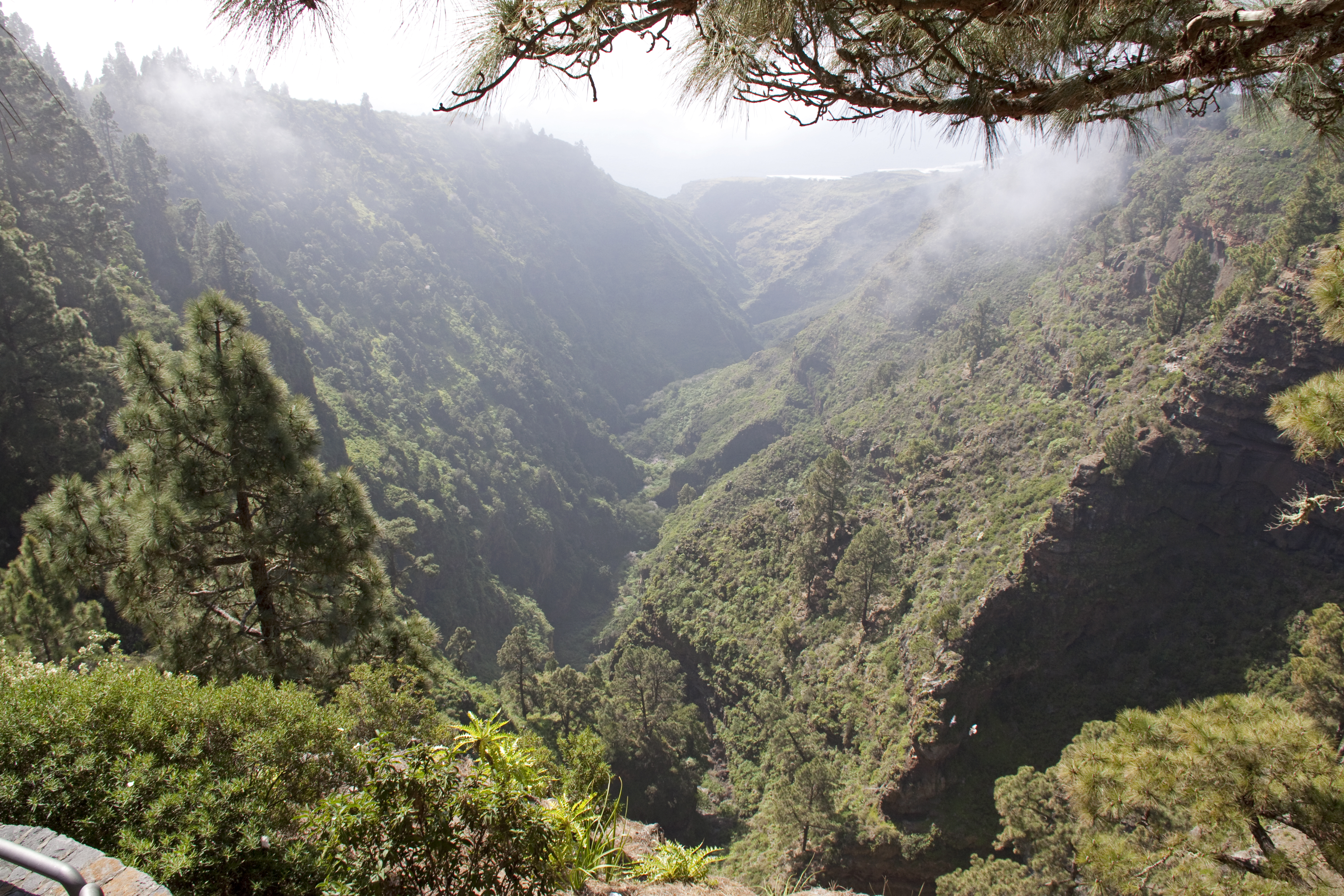
Een barranco

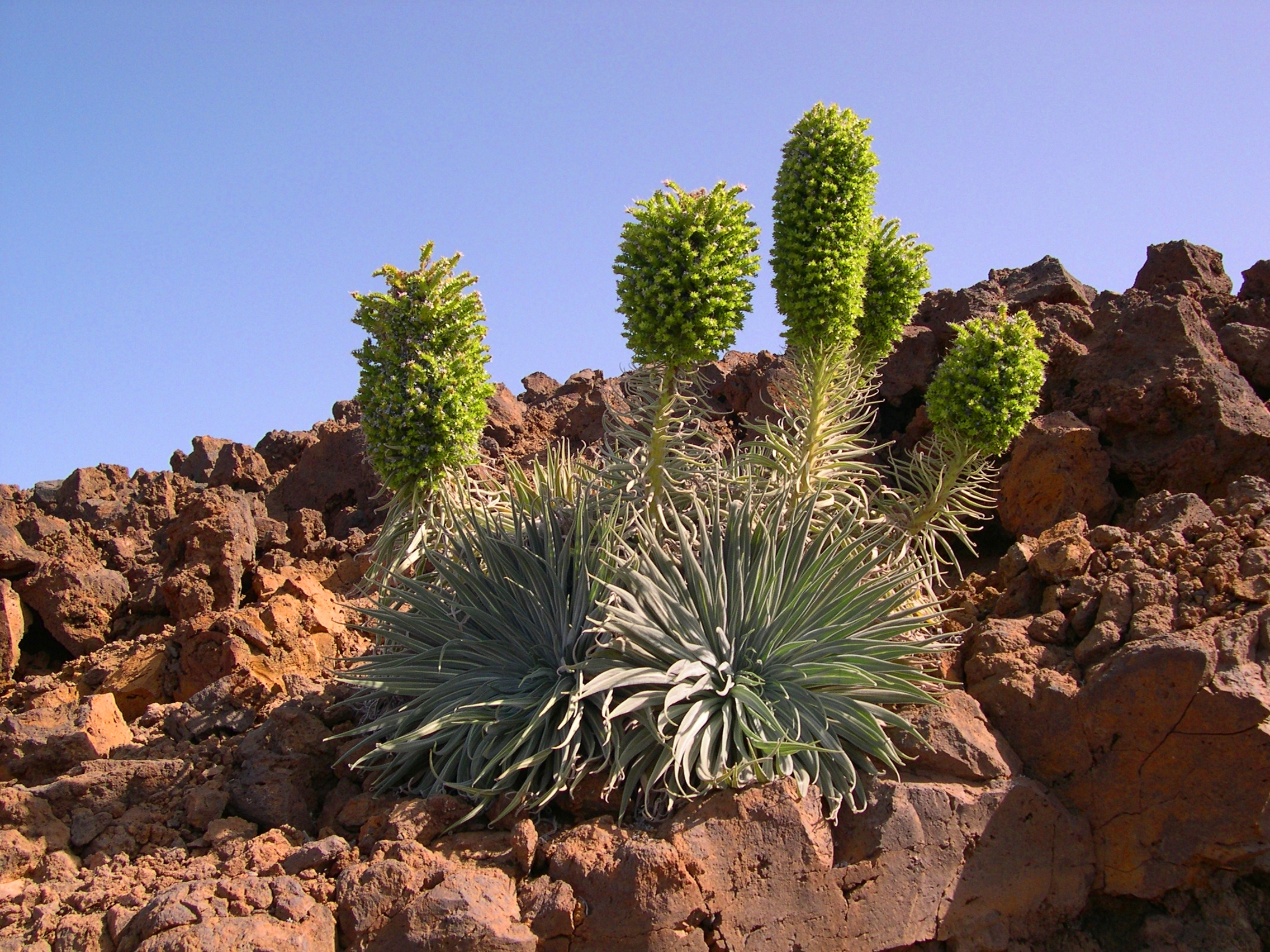
Echium op La Palma op 2400m hoogte (Echium spec., Gen:Echium, Familie:Boraginaceae)

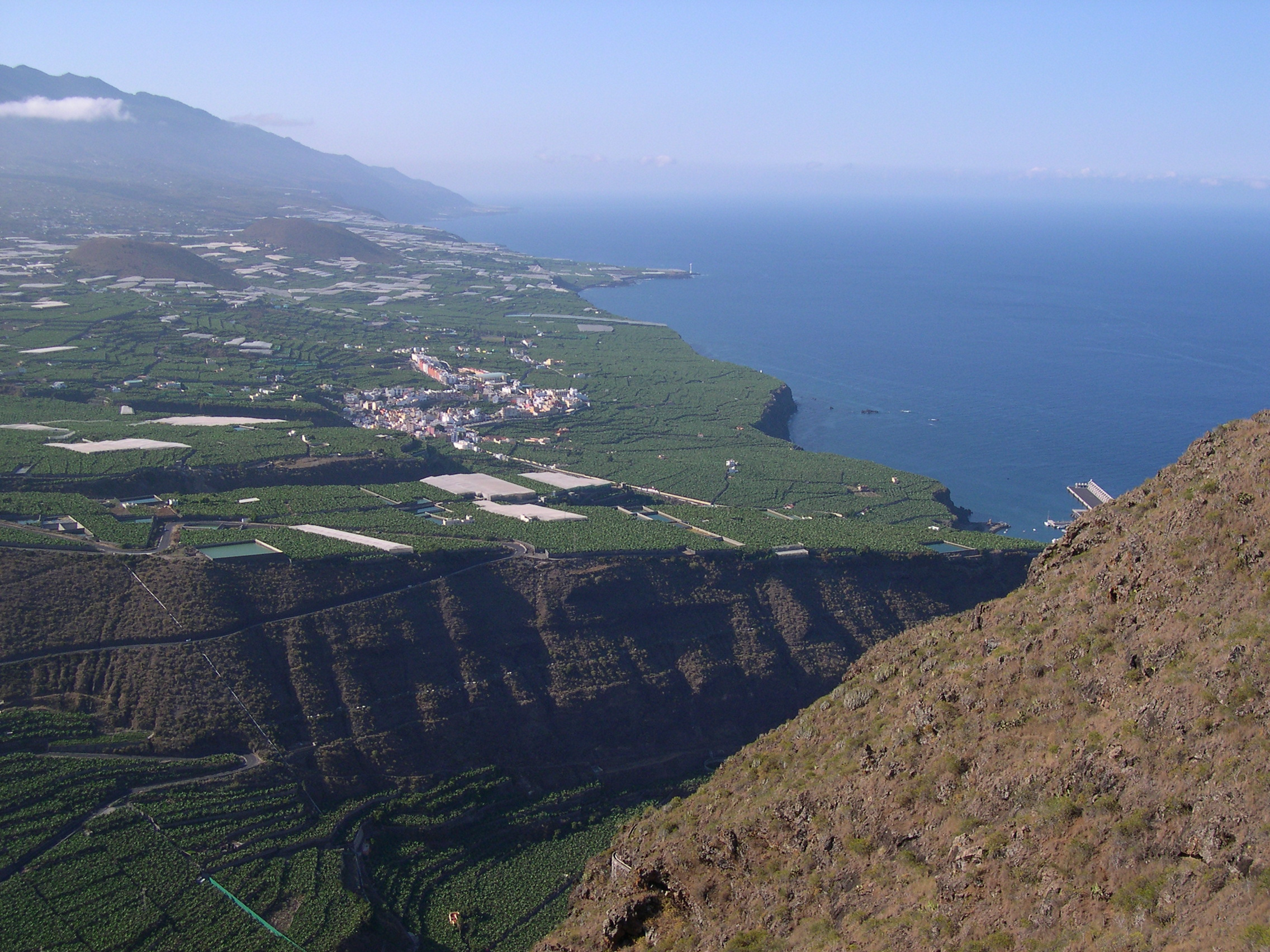
De Vallei van Aridane vanaf Mirador (uitzichtpunt) del Time

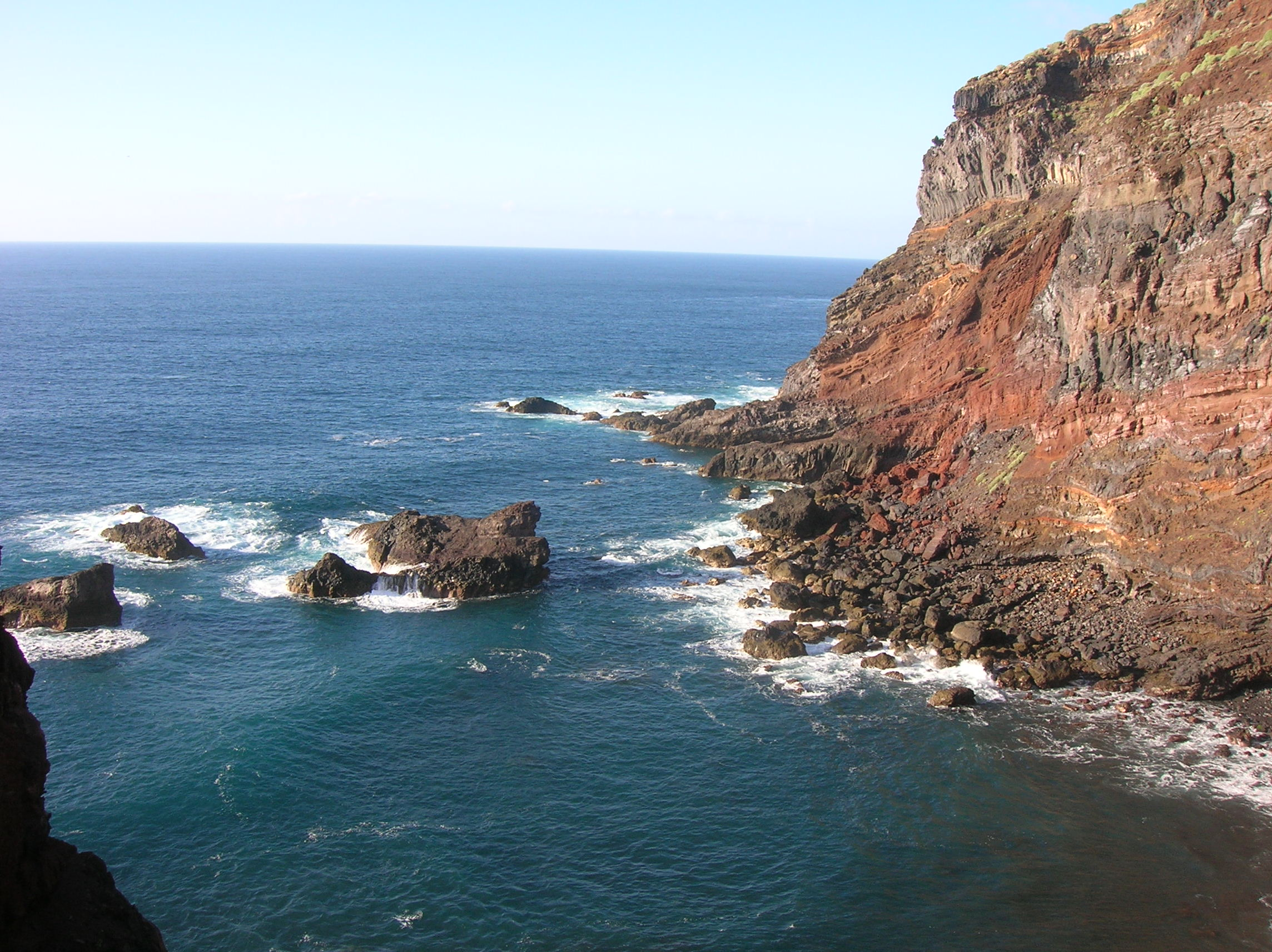
Rotskust in het Noordwesten van La Palma

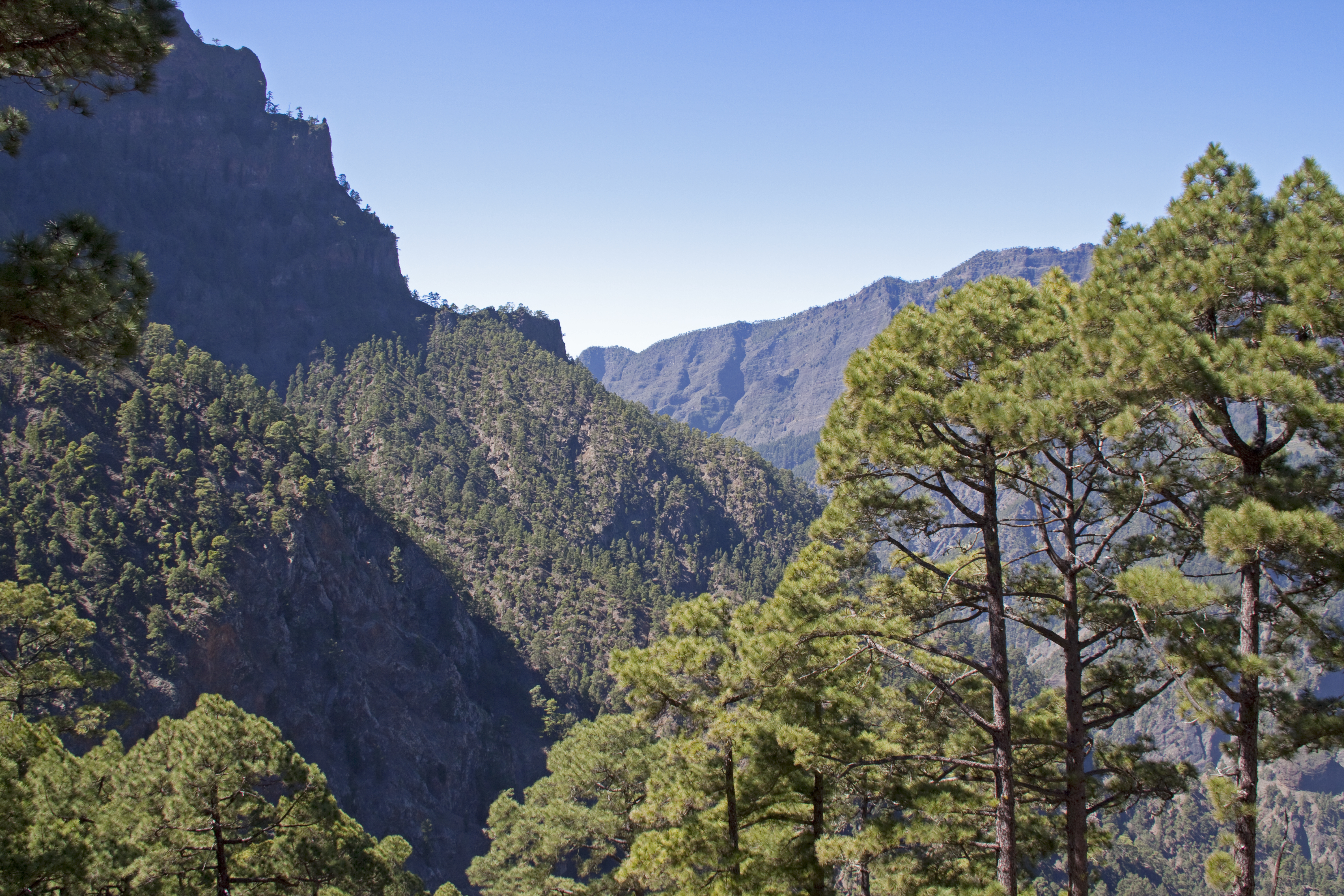
De Caldera de Taburiente

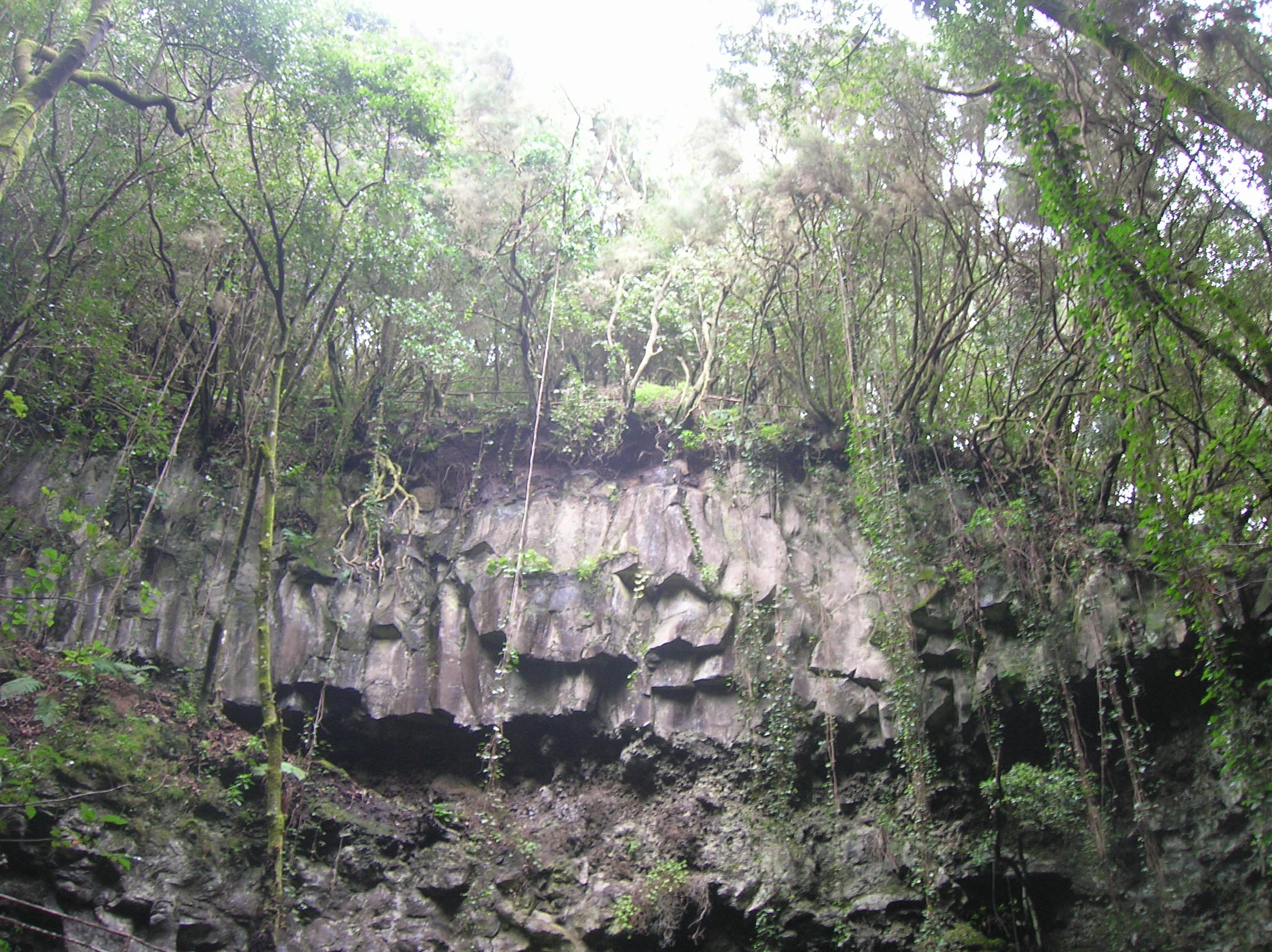
Laurierbos in de Kloof bij La Zarza

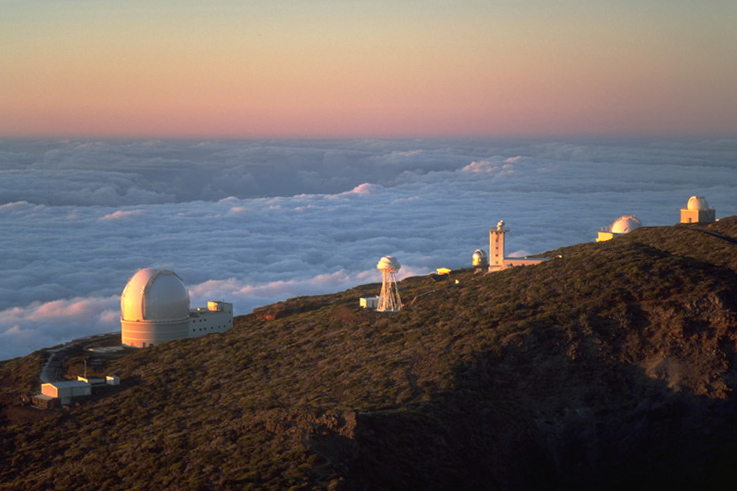
Gezicht op de internationale sterrenwacht met telescopen van La Palma bij zonsondergang

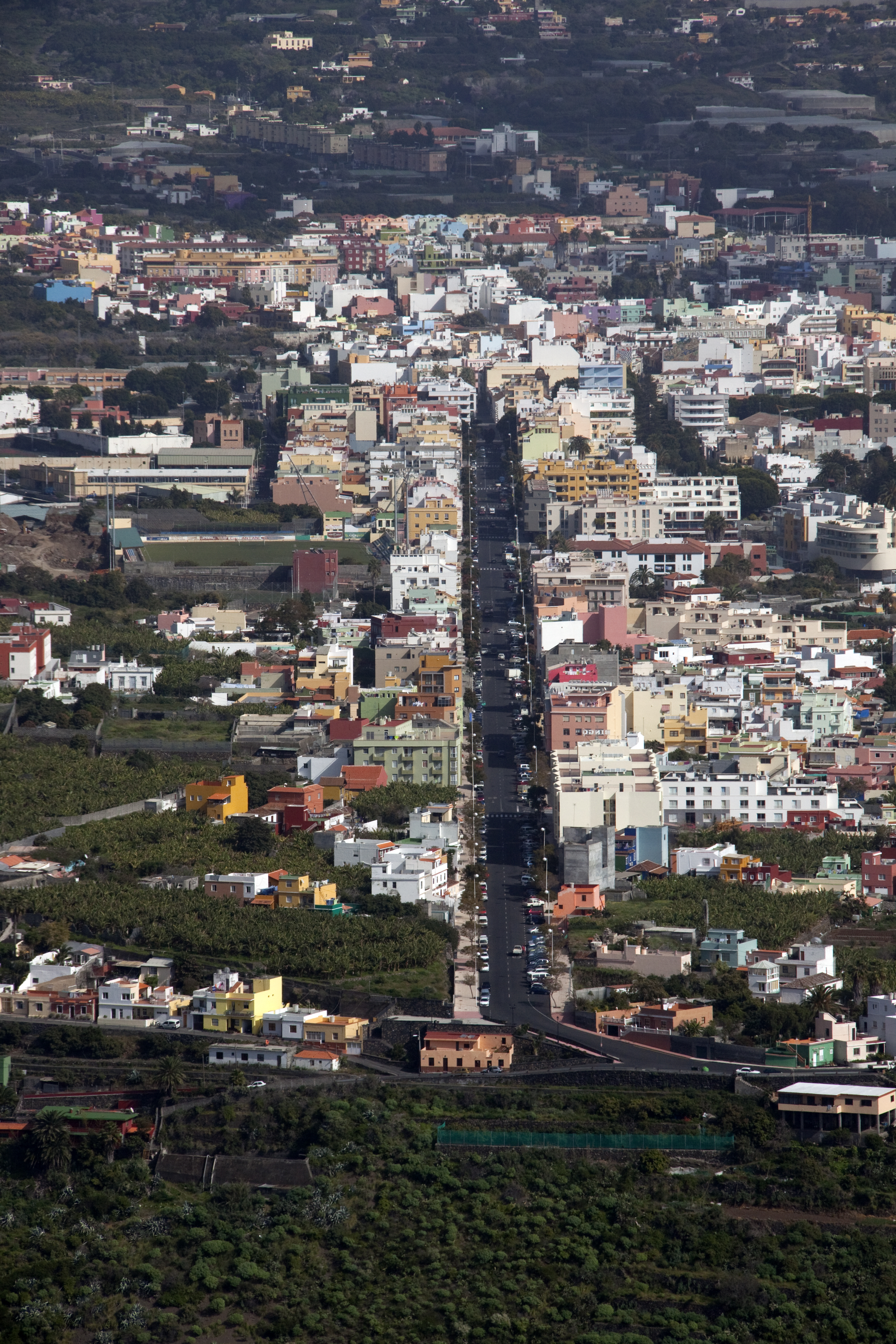
Los Llanos de Aridane

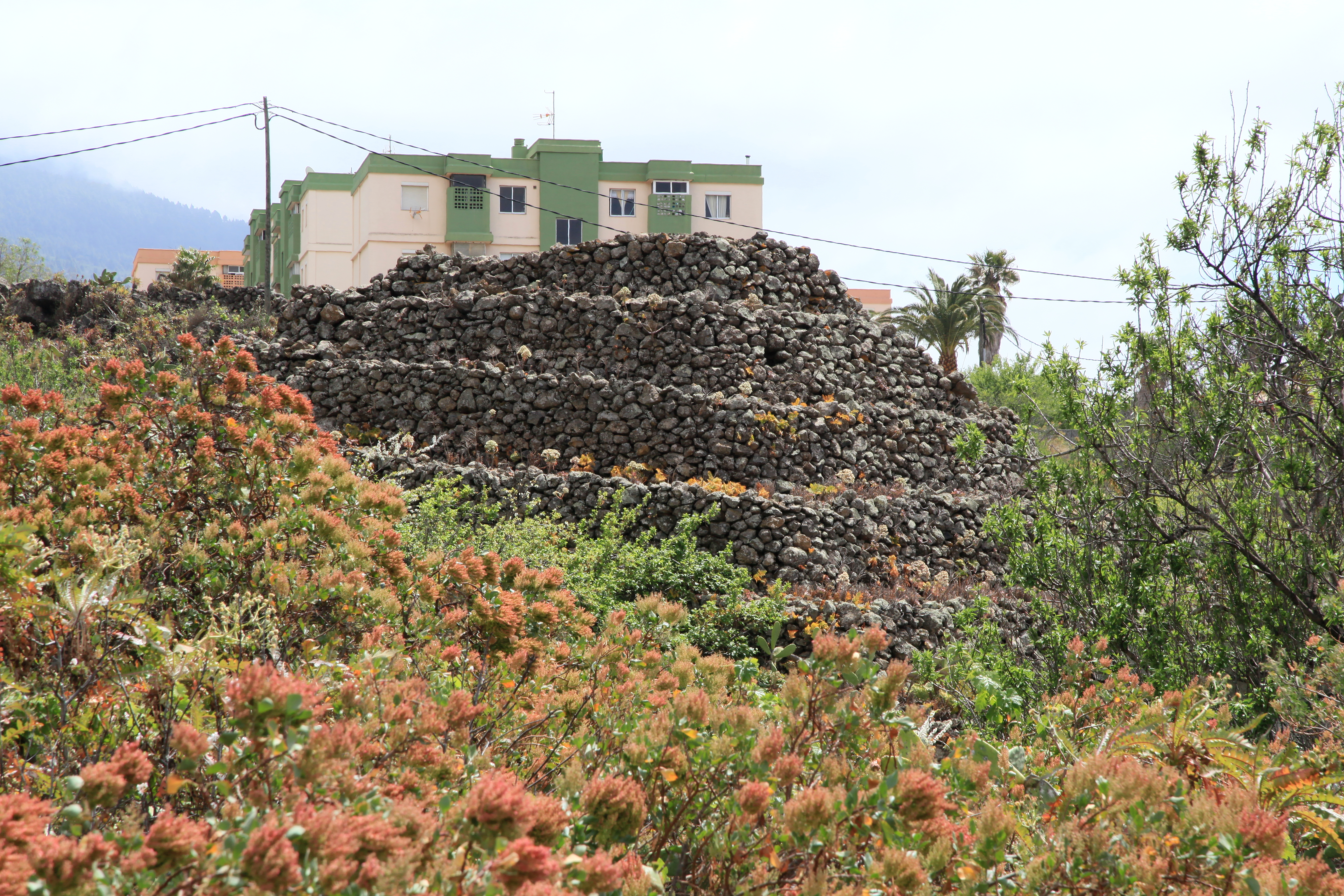
El Paso piramide

La Palma is een Spaans eiland, het meest noordwestelijke van de Canarische Eilanden in de Atlantische Oceaan ten westen van Afrika.
Het onderscheidt zich van andere Canarische Eilanden als Tenerife en Gran Canaria door het ontbreken van massatoerisme. Het eiland kent wel ecotoerisme en de toeristen die het eiland bezoeken vanwege de vele wandelroutes, de bijzondere natuur en authentieke eilandcultuur.

## Geschiedenis
De oorspronkelijke bewoners van La Palma zijn de Benahoarieten (Spaans: Benahoares) waarvan de oorsprong nog steeds onbepaald is. Zij hadden een neolithische cultuur en waren verdeeld in verschillende stammen die geleid werden door stamhoofden. Zij noemden La Palma Benahoare. De belangrijkste overblijfselen van deze cultuur zijn grotwoningen, rotstekeningen en de met stenen geplaveide paden door de bergen.
Mogelijk waren de Canarische Eilanden al bekend bij de Feniciërs en de Grieken. De Genuese ontdekkingsreiziger Lancelotto Malocello bereikte de archipel in 1312 en verbleef daar twee decennia totdat hij werd verbannen na een opstand van de oorspronkelijke bewoners.
In 1404 begonnen de Spanjaarden met de verovering van de eilanden. Al in 1405 gingen ze bij Santa Cruz aan land. Toch duurde het nog tot 1493 voordat na vele bloedige veldslagen het verzet van de oorspronkelijke bewoners was gebroken. De uiteindelijke veroveraar van La Palma was Alonso Fernández de Lugo. Hij versloeg de laatste koning van het eiland, genaamd Tanausu, door een list. Deze koning heerste over een gebied dat bekendstond als Acero (Caldera de Taburiente). Samen met Juan de Palma, een tot het Christendom bekeerde Guanche en tevens naaste van Tanausu, organiseerde de veroveraar een vredesverdrag met de koning. Nadat Tanausu met dit verdrag had ingestemd werd hij in een hinderlaag gelokt. Na de verovering van La Palma zijn de oorspronkelijke bewoners als een apart te herkennen groep verdwenen. Ze zijn ofwel vermoord, verkocht als slaven of opgenomen in de Spaanse bevolking.
In de twee eeuwen volgende op de verovering door de Spanjaarden werden de nederzettingen op La Palma welvarend doordat het eiland als handelspost diende voor de Nieuwe Wereld. Ook trok het nieuwe bewoners aan. Er zijn mensen naar La Palma geïmmigreerd vanuit onder andere Castilië, Catalonië, Mallorca, Portugal, België en Duitsland.

## Geografie
La Palma heeft een oppervlakte van 729 km² en is ongeveer 42 bij 24 kilometer en volgens de laatste telling telt het 83.456 inwoners (2014).
Het eiland valt onder de Spaanse provincie Santa Cruz de Tenerife. Evenals Tenerife en Gran Canaria heeft het eiland een vruchtbare natte kant, en een droge zijde waar het merendeel van het toerisme zich afspeelt.

### Santa Cruz de La Palma
De hoofdstad Santa Cruz de La Palma heeft 18.000 inwoners en ligt aan de oostkust van het eiland. Aan de westkant van het eiland ligt de grootste gemeente van La Palma Los Llanos de Aridane (ca. 20.000 inw.). Wanneer men de andere tot de gemeente behorende dorpen buiten beschouwing laat is Santa Cruz de La Palma echter de grootste stad van het eiland.

### Bestuurlijke indeling
De 14 gemeenten van La Palma:
- Barlovento
- Breña Alta
- Breña Baja
- Fuencaliente de La Palma
- Garafía
- Los Llanos de Aridane
- El Paso
- Puntagorda
- Puntallana
- San Andrés y Sauces
- Santa Cruz de La Palma
- Tazacorte
- Tijarafe
- Villa de Mazo

### Westrand van Europa
La Palma ligt ca. 60 km ten noordwesten van het hoofdeiland van de Canarische eilanden Tenerife en ten noorden van het eiland La Gomera. Door het westen van het eiland loopt de vroegere meridiaan van Ferro (El Hierro in het Spaans) die van de tweede tot en met de achttiende eeuw gebruikt werd als nulmeridiaan bij cartografie en navigatie.

## Vulkanisme
Net als alle Canarische Eilanden is La Palma gevormd door vulkanische activiteiten. Dit heeft ongeveer drie miljoen jaar geleden plaatsgevonden. Het eiland heeft het actiefste vulkanisme van de archipel. De voet van het eiland ligt op 3500 m onder de zeespiegel en het hoogste punt ligt op 2426 m boven de zeespiegel.
Geregistreerde vulkanische uitbarstingen zijn:
- 1470-1492 Montaña Quemada
- 1585 Tajuya in de buurt van El Paso
- 1646 Martin
- 1677 Volcán San Antonio
- 1712 El Charco
- 1949 Volcán de San Juan, Montaña del Fraile, Pico Nambroque
- 1971 Volcán Teneguía
- 2021 Volcán Tajogaite

Op het eiland ligt de vulkanische bergketen Cumbre Vieja. In 2001 schreven de Engelsman Simon Day en de Amerikaan Steven Ward in het vooraanstaande wetenschappelijke tijdschrift Geophysical Research Letters (28, 17:3397-3400) in een artikel dat een volgende uitbarsting een enorme aardverschuiving zou kunnen veroorzaken, waarbij een deel van het eiland in zee schuift. Indien dit daadwerkelijk gebeurt zou het een reusachtige tsunami, een zogenaamde megatsunami, tot gevolg kunnen hebben (tot 90 meter hoog) die zich over de Atlantische Oceaan zal verplaatsen, richting oostkust van de Verenigde Staten. De tsunami zou daar acht uur later aankomen en alle steden aan de Amerikaanse oostkust beschadigen.
In de loop der tijden hebben opeenvolgende vulkaanuitbarstingen verticale kolommen van gestold magma in de vulkaankegel gevormd. Daartussen bevindt zich rots die, in tegenstelling tot het gestold magma, wel poreus is. Het regenwater in de poreuze rotsen vormt bassins die gescheiden worden door de niet-poreuze kolommen. Wetenschappers gaan ervan uit dat de warmte die vrijkomt bij een van de volgende uitbarstingen groot genoeg kan zijn om de temperatuur van het water dermate te doen stijgen dat de druk ervan de westelijke kant van de vulkaan in zee doet schuiven.
Bij de theorie van Ward en Day is een aantal kanttekeningen geplaatst (onder andere door George Pararas-Carayannis, voormalig directeur van het International Tsunami Information Centre; hij is een vooraanstaand tsunami-expert). Het is zeer onwaarschijnlijk dat de hele wand van een groot vulkanisch eiland in één keer instort. Waarschijnlijker is dat de wanden gedeeltelijk en in fasen instorten. Alternatieve berekeningen tonen bovendien aan dat de golf, wanneer deze in Amerika aangekomen is, hooguit drie meter hoog zou zijn.

## Natuur
La Palma staat bekend als La Isla verde ("het groene eiland") en als La Isla bonita ("het mooie eiland"), omdat het eiland het gehele jaar door is bedekt met groene vegetatie. Het eiland dankt al het groen aan de passaatwinden die de wolken aan de loefzijde van het eiland brengen en die boven het eiland losbreken of dichte nevelvelden op de bergen laten zien. Verscheidene plantensoorten profiteren van het vocht van de wolken. Het eiland kent een aantal vegetatiezones, van lavavelden met mediterrane droogvegetatie, Canarische dennenbossen op de westelijke hellingen en hoogvlakten, laurierbossen of laurisilva op de noordoosthellingen en fayal-brezal op de overgangen tussen beide. Onder de plantensoorten op La Palma zijn er 170 inheemse, typisch Canarische soorten, waarvan onder andere de befaamde drakenbloedboom.
Het landschap beeldt een contrast van zwart (basalt), rood en groen (vegetatie) in het Atlantische blauw uit. In het noorden van het eiland de barranco's, diep uitgesneden kloven, die het water van de bergen naar de zee dragen, de bossen op de centrale bergen van het eiland en de vulkanische activiteit in het zuiden, de lavavelden en vulkaankegels.

### Caldera de Taburiente
Aan de noordzijde van de vulkanengroep 'Cumbre Vieja' bevindt zich de Caldera de Taburiente, een erosiekrater met een doorsnede van negen km waarin schitterende wandelingen gemaakt kunnen worden. Het woord caldera is oorspronkelijk hiernaar vernoemd; men ging er toen van uit dat het komvormige gebied was ontstaan door een explosie waarbij een grote vulkaan zichzelf opblies. Al in de 19e eeuw werd aan deze theorie getwijfeld, en onderzoek heeft inmiddels uitgewezen dat het gebied door erosie is ontstaan. De rand vormt met de Roque de los Muchachos het hoogste punt met 2426 meter.

### Barranco's en laurierbossen
De noordoosthoek van het eiland wordt overheerst door diepe barranco's, kloven ontstaan door tijdelijke rivieren die van de Taburiente naar beneden stromen. In enkele van die kloven zijn nog restanten te vinden van het oorspronkelijke oerbos van de Canarische eilanden, het laurierbos of laurisilva. Bekende plaatsen zijn Los Tilos in San Andrés y Sauces en de Cubo de La Galga nabij San Juan de Puntallana.

## Sterrenwacht
Op de rand van de Caldera de Taburiente is een internationale sterrenwacht gevestigd, het Observatorium Roque de los Muchachos. Nederland beheert hier samen met het Verenigd Koninkrijk twee optische telescopen, de William Herschel-telescoop en de Isaac-Newton-telescoop. Ook beheerde Nederland de Dutch Open Telescope, een zonnetelescoop. De Mercatortelescoop wordt beheerd door de Belgen en Zwitsers. De Jacobus Kapteyn Telescoop is op dit moment niet meer in gebruik. Wel staat het gebouw van deze telescoop nog op het eiland. Ook bevindt zich hier de Gran Telescopio Canarias (GTC of GranTeCan genoemd), een van de grootste spiegeltelescopen ter wereld.

## Vervoer

### Wegennet
Het wegennet op La Palma is goed voor een totale lengte van 1200 km. Alle hoofdwegen zijn geasfalteerd, bochtig en in goede conditie. Alleen enkele afgelegen oorden in het noorden van het eiland zijn alleen over zand- en/of betonwegen te bereiken. De 103 km lange weg LP-1 (LP=La Palma) in het noorden en de 55 km lange weg LP-2 in het zuiden verbinden samen als een ring om het eiland de plaatsen Santa Cruz de La Palma, Puntallana, San Andrés y Sauces, Barlovento, Puntagorda, Tijarafe, Los Llanos de Aridane, Fuencaliente de La Palma, Villa de Mazo, Los Cancajos en weer naar Santa Cruz de La Palma. Verder verbindt een 26 km lange weg (LP-3) door 2 tunnels het oosten met het westen van het eiland (Los Cancajos - Los Llanos de Aridane).

### Scheepvaart
De baai van de hoofdstad werd sinds de verovering van het eiland door de Spanjaarden als haven benut. Van Santa Cruz de La Palma zijn er diverse bootverbindingen naar de buureilanden en het Spaanse vasteland, met tussenstops op Lanzarote, Gran Canaria en Tenerife. De westelijke haven in Puerto de Tazacorte is een jachthaven.

### Vliegverkeer
De eerste luchthaven van La Palma bij Breña Alta ontstond in 1950. De landingsbaan werd in 1970 buiten gebruik gesteld, nadat er aan de kust bij Mazo, zuidelijk van Santa Cruz de La Palma, een nieuw vliegveld was gebouwd, met overigens ook maar één landingsbaan. Sinds 1987 is dit het zesde internationale vliegveld van de Canarische Eilanden. Van de luchthaven Santa Cruz de La Palma (SPC) zijn er lijnverbindingen naar de buureilanden en de Spaanse hoofdstad Madrid die door de Spaanse luchtvaartmaatschappij Iberia en de lokale Binter Canarias worden verzorgd. Meerdere malen per week landen hier Europese chartervluchten.

## Wandelmogelijkheden
La Palma heeft een betrekkelijk dicht net aan wandelpaden, veelal gemarkeerd volgens het internationale systeem van de GR-paden: wit-rood voor gran recorrido-paden en wit-geel voor de kortere pequeno recorrido-paden. De twee GR-paden zijn de GR 130 (Camino de la Costa), die redelijk dicht de kustlijn volgt (overigens nog steeds met soms aanzienlijke hoogteverschillen) en het bergland vermijdt, en de GR 131 (El Baston), die door het gebergte loopt. Deze laatste route begint in Puerto de Tazacorte, gaat via de Roque de los Muchachos ten noorden van de Caldera de Taburiente, via de Pico de la Nieve en de bergrug Cumbre Nueva naar de Faro de Fuencaliente.
In de Caldera de Taburiente zijn diverse (zwaardere) wandelingen mogelijk.
- De parkeerplaats bij Mirador de la Cumbrecita heeft een zeer beperkte capaciteit: reserveren is noodzakelijk bij het bezoekerscentrum aan de LP-3 of via internet.
- De route van Mirador de la Cumbrecita naar de kampeergelegenheid van Playa de Taburiente v.v. wordt door de parkleiding wegens zijn gevaar ontraden.
- Er zijn op La Palma weinig campings en slechts enkele refuges; de langeafstandwandelaar zal hier rekening mee moeten houden.

## Land- en wijnbouw
Naast de vele plantages met bananen is er op dit Canarische eiland wijnbouw. De lavastroom na de uitbarsting van de Cumbre Vieja in 2021 richtte een ravage aan in de bananenplantages, met grote economische verliezen als gevolg.

## Afbeeldingen

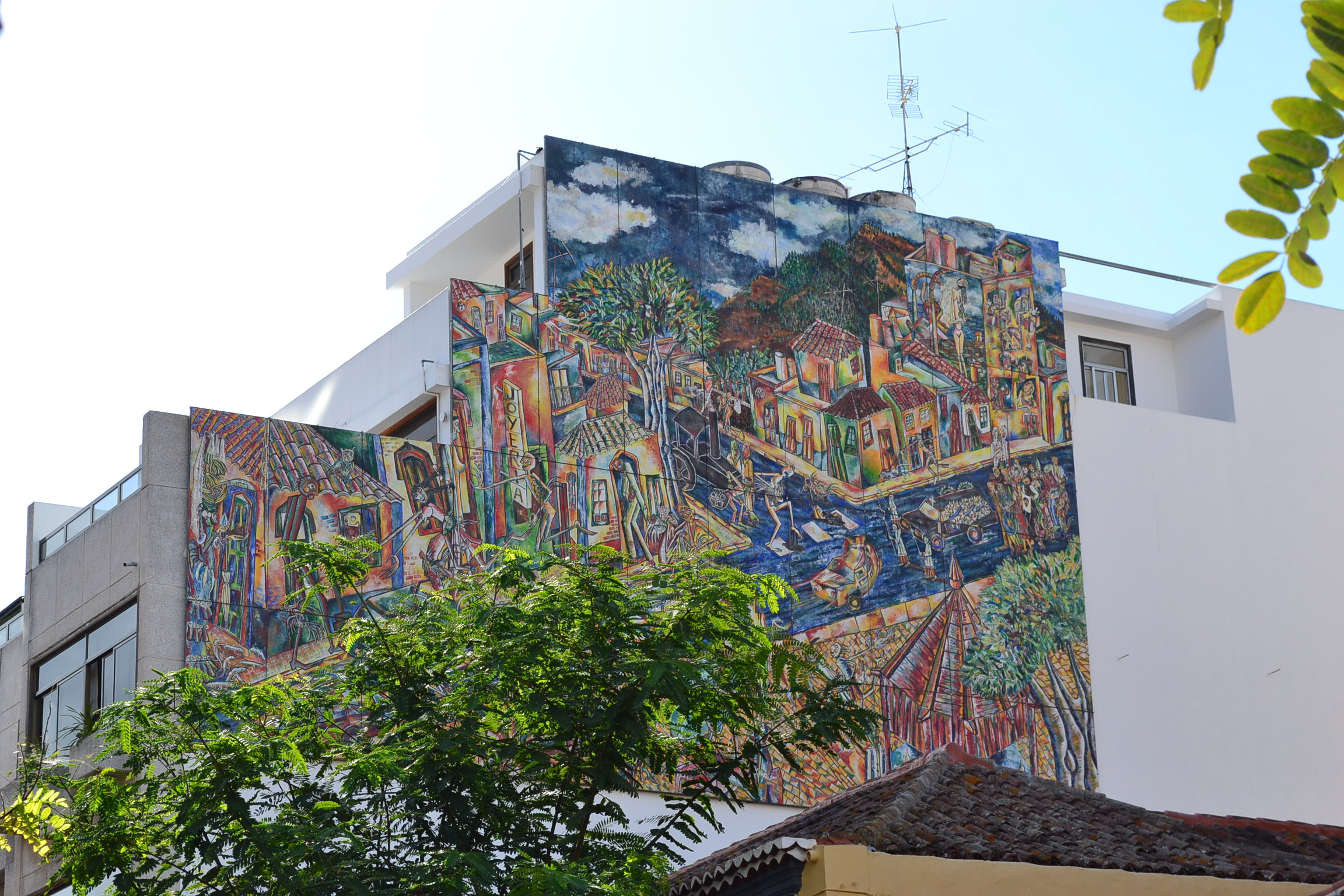
Muurschildering in Los Llanos, langs de route van de GR 130
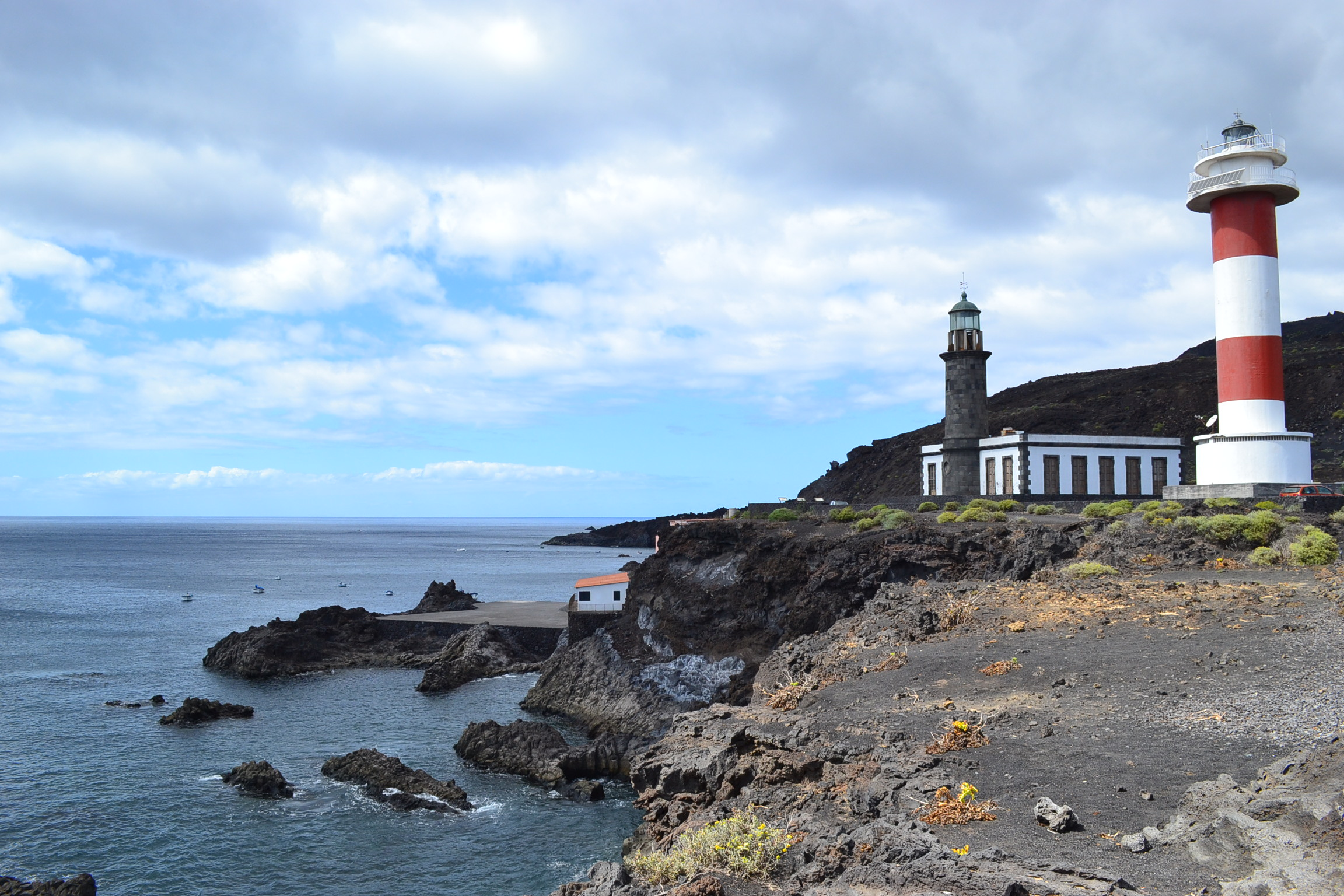
Faro de Funacliente: begin- c.q. eindpunt van de GR 131
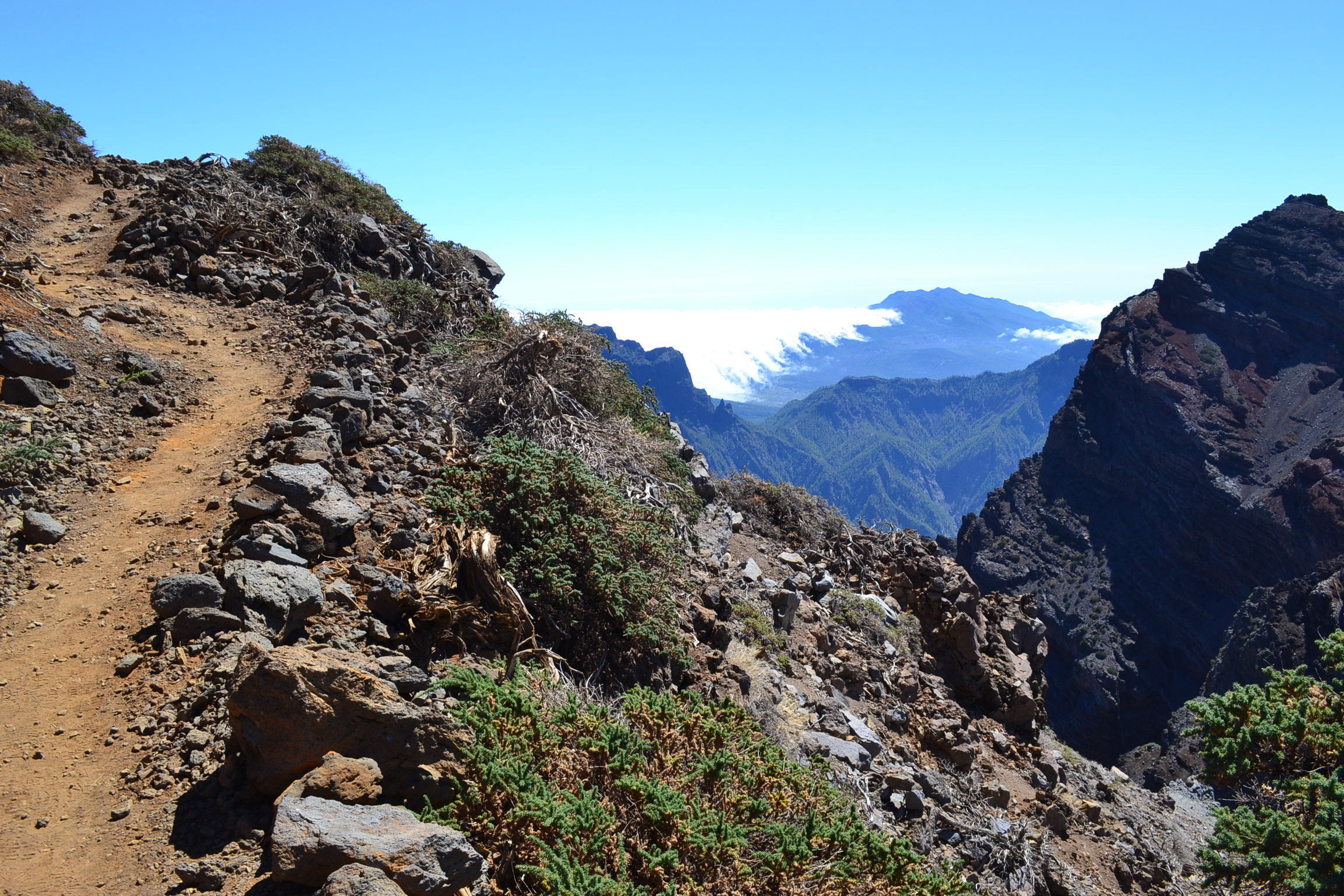
Langs de GR 131 bij Roque de los Muchachos
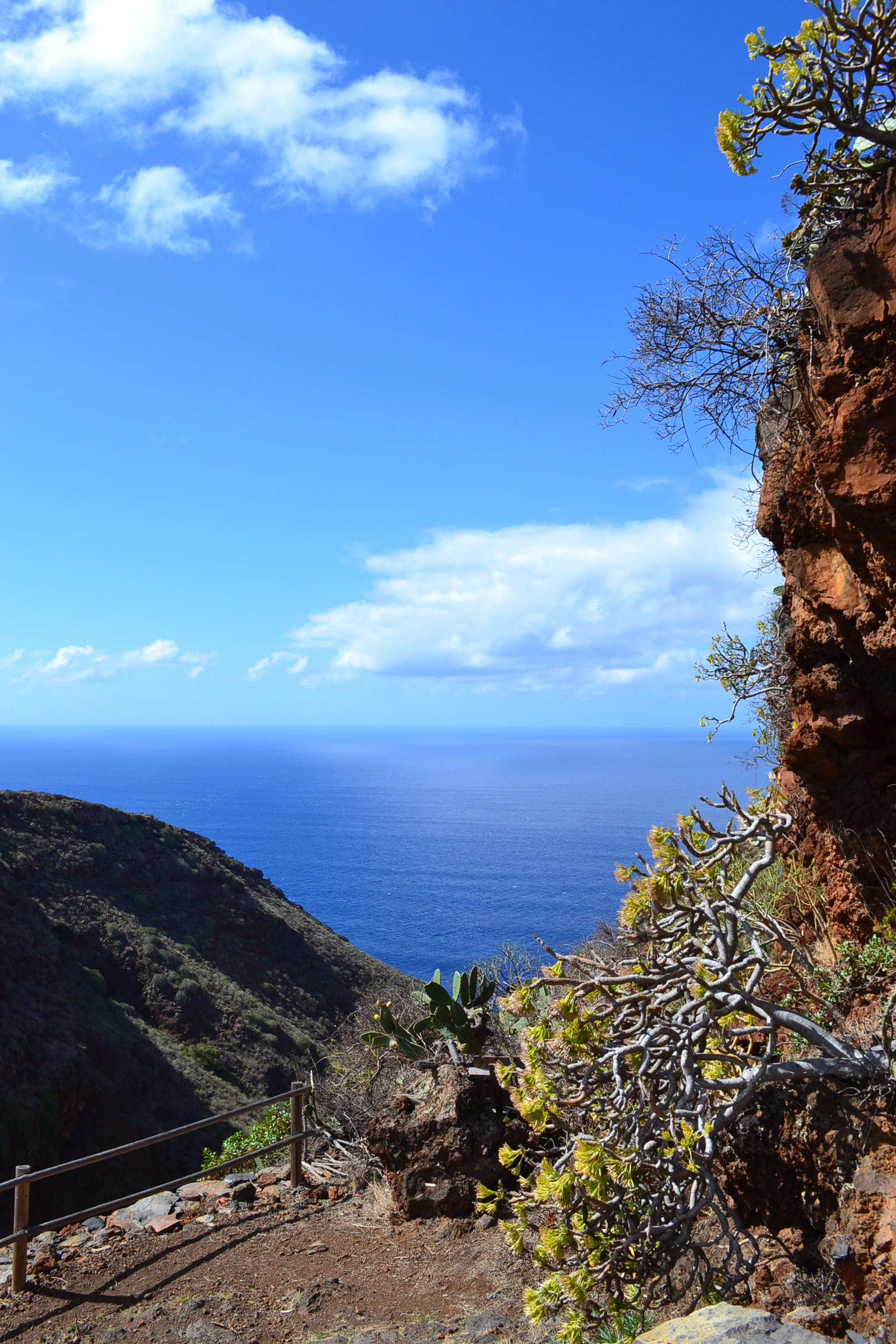
Langs de GR 130 bij Santo Domingo de Garafia

Barlovento · Breña Alta · Breña Baja · Fuencaliente de La Palma · Garafía · Los Llanos de Aridane · El Paso · Puntagorda · Puntallana · San Andrés y Sauces · Santa Cruz de La Palma · Tazacorte · Tijarafe · Villa de Mazo